# Papilio aristor
Papilio aristor је врста лептира из породице једрилаца (лат. Papilionidae).

## Распрострањење
Врста има станиште у Доминиканској Републици и Хаитију.

## Станиште
Врста Papilio aristor има станиште на копну.

## Угроженост
Подаци о распрострањености ове врсте су недовољни.